# Adam Czulak
Adam Czulak, né à Lębork (Pologne) en 1970, est un pianiste polonais. 

## Biographie
Il a commencé le piano à l'âge de 7 ans. Il a obtenu un premier prix de piano au Conservatoire National Supérieur de Musique de Gdansk.
Venu en France, il étudie la musique de chambre au conservatoire de Rueil-Malmaison dans la classe de Jean-Pierre Berlingen où il obtient une médaille d'or.
Son répertoire fait une large part à l'œuvre de Chopin.

## Discographie
- Frédéric Chopin - Adam Czulak, piano - Studio MTS 2004[1]
- Frédéric Chopin, Adam Czulak - XCP 2010[2]